# Listă de personalități din Lyon

Emblema orașului Lyon

Această pagină conține o listă cronologică de personalități născute în Lyon.
Dacă nu este precizată etnia unei persoane, se subînțelege că acesta este franceză.
- Eucherius de Lyon (370 - 449), călugăr sanctificat;
- Clotilda de Burgundia (Sfânta Clotilda) (475 – 545), soția regelui Clovis I;
- Pierre Valdes (1140 - 1217), teolog, comerciant;
- Jacques Stella (1596 - 1657), pictor;
- Antoine de Jussieu (1686 - 1758), naturalist, medic;
- Adrien Manglard (1695 - 1760), pictor;
- Claude Arnulphy (1697 - 1786), pictor;
- Bernard de Jussieu (1699 - 1777), naturalist, medic;
- Antoine-Laurent de Jussieu (1748 - 1836), biolog;
- Élisabeth Thible (1765 - ?), cântăreață, prima femeie care a zburat cu balonul;
- André-Marie Ampère (1775 - 1836), fizician, matematician;
- Sébastien Cornu (1804 - 1870), pictor;
- Jules Perrot (1810 - 1892), coregraf;
- Pierre Puvis de Chavannes (1824 - 1898), pictor;
- Edmond Audran (1840 - 1901), compozitor;
- Stéphane Javelle (1864 - 1917), astronom;
- Ferdinand Chalandon (1875 - 1921), istoric;
- Claude Farrère (1876 - 1957), scriitor, ofițer;
- Henri Béraud (1885 - 1958), romancier, jurnalist;
- Marc Bloch (1886 - 1944), istoric;
- Antoine de Saint-Exupéry (1900 - 1944), aviator, scriitor;
- Jason Kouchak (n. 1987),compozitor;
- Abbé Pierre (1912 - 2007), teolog, membru al Rezistenței;
- Maurice Jarre (1924 - 2009), compozitor, dirijor;
- Bertrand Tavernier (1941 - 2021), regizor, scenarist;
- Thibault Damour (n. 1951), fizician;
- Clémentine Delauney (n. 1987), cântăreață.

## Persoane asociate cu Lyon
- Irineu de Lyon (? - 202?), teolog născut la Smirna.